# Das Arrangement
Das Arrangement ist der Titel eines amerikanischen Filmdramas aus dem Jahr 1969. Als literarische Vorlage diente der gleichnamige Roman von Elia Kazan. Der Film entstand im Technicolor-Verfahren in Panavision.

## Handlung
Der Kreativdirektor einer Werbeagentur, Eddie Anderson, bewohnt mit seiner Frau Florence und seiner Adoptivtochter eine Luxusvilla. Er ist beruflich sehr erfolgreich und kann sich ein sorgenfreies Leben leisten. Umso verwunderlicher ist es, dass er eines Tages mit seinem Sportwagen absichtlich einen schweren Unfall mit einem LKW verursacht. Er überlebt leicht verletzt und wird in ein Krankenhaus eingeliefert. In Gedanken lässt er sein bisheriges Leben Revue passieren, erinnert sich an sein Ansehen in der Gesellschaft und an die Menschen, denen er begegnet ist. Aber er findet keinen Lebensabschnitt, in dem er wirklich glücklich gewesen ist. Fast keinen, denn in einer zurückliegenden Affäre mit seiner Mitarbeiterin Gwen hatte er das große Glück gefunden – und wieder verloren. Denn den letzten Schritt, die Trennung von seiner Frau, wagte er nicht. Es ist die negative Bilanz eines Mannes, der bestimmte Schwachstellen in seinem Leben ungeschehen machen möchte.
Als er das Krankenhaus verlassen kann, haben sich seine bisherige Einstellung zum Leben und seine Prinzipien verändert. Ihm ist klar geworden, dass er seine Kräfte seit Jahren für Nebensächlichkeiten verschwendet hat. Er bricht alle Brücken hinter sich ab und zieht zu seinem schwerkranken Vater nach New York. Er sieht Gwen wieder, die mittlerweile ein Kind hat und mit einem Freund zusammenlebt, ohne diesen zu lieben. Eddie kann sie nicht vergessen. Es gibt Krach mit der Familie, denn die möchte an sein Geld. Florence taucht zusammen mit einem Anwalt und einem Psychiater bei ihm auf. Doch ihre Aufforderung, zu ihr zurückzukehren, weist er entschieden zurück. In der Ehe mit ihr hat er sich eingeengt gefühlt und das will er nicht wieder erleben. Sein psychischer Zustand verschlechtert sich, er wird in eine Nervenheilanstalt eingewiesen. Erst nach dem Tod seines Vaters wird er wieder entlassen. Gwen erwartet ihn und geht mit ihm zur Beerdigung.

## Hintergrund
- Ursprünglich war Marlon Brando für die Rolle des Eddie Anderson vorgesehen. Der Mord an Martin Luther King am 4. April 1968 veranlasste ihn jedoch, davon Abstand zu nehmen. Er wollte nur noch in Filmen mitwirken, die für die Rechte unterdrückter Menschen eintreten.
- Kazan stand ein Budget von sechs Millionen Dollar zur Verfügung.
- Trotz der attraktiven Besetzung hatte der Film in den USA keinen großen Erfolg, u. a. auch deshalb, weil zu viele Rückblenden vorkommen. Bei den Kritikern in Europa stieß er hingegen auf positive Resonanz.

## Kritiken
- „Ein von schwerer Hand inszeniertes Drama … Trotz der hochkarätigen Besetzung ein nie richtig abhebender Flop.“ (Lothar R. Just: Heyne Filmlexikon 1999)
- „In ‚Das Arrangement‘ manifestiert sich Kazans tiefer Zweifel an der amerikanischen Wohlstandsgesellschaft. Persönliche Erfahrungen spiegeln sich im Antihelden Eddie wider, der in seinem Kampf um Selbstverwirklichung dem gesellschaftlichen und moralischen Druck nicht standhalten kann und gegen das Establishment zu revoltieren beginnt.“ (Thomas Koebner: Filmregisseure. Reclam 1999)
- „Kazans Verfilmung eines eigenen Bestseller-Romans schildert, autobiografisch beeinflusst, Probleme der zweiten Einwanderergeneration in den USA. Die Story ist eher oberflächlich, die Inszenierung melodramatisch, die Besetzung gut und teuer.“ (Lexikon des internationalen Films[1])